# Bombylius pallidicruris
Bombylius pallidicruris är en tvåvingeart som beskrevs av Brulle 1833. Bombylius pallidicruris ingår i släktet Bombylius och familjen svävflugor. Inga underarter finns listade i Catalogue of Life.